# Trapelus lessonae
Trapelus lessonae är en ödleart som beskrevs av  De Filippi 1865. Trapelus lessonae ingår i släktet Trapelus och familjen agamer. IUCN kategoriserar arten globalt som livskraftig. Inga underarter finns listade i Catalogue of Life.